# Acidoproctus moschatae
Acidoproctus moschatae  (лат.) — вид бескрылых насекомых семейства Philopteridae из отряда пухоедов и вшей. Постоянные паразиты птиц. Тропическая Америка (Центральная и Южная), Евразия, Австралия.
Паразитируют на таких утиных птицах как мускусная утка (Cairina moschata), красноносый нырок (Netta rufina)  и крапчатая утка (Stictonetta naevosa, Anatidae). Вид был впервые описан в 1758 году шведским натуралистом Карлом Линнеем.
В настоящее время (вместе с видами Acidoproctus emersoni, A. fuligulae, A. gottwaldhirschi, A. hilli, A. kelloggi, A. maximus, A. rostratus и A. taschenbergi) включён в семейство Philopteridae подотряда Ischnocera.
Виды утиных — хозяев паразита

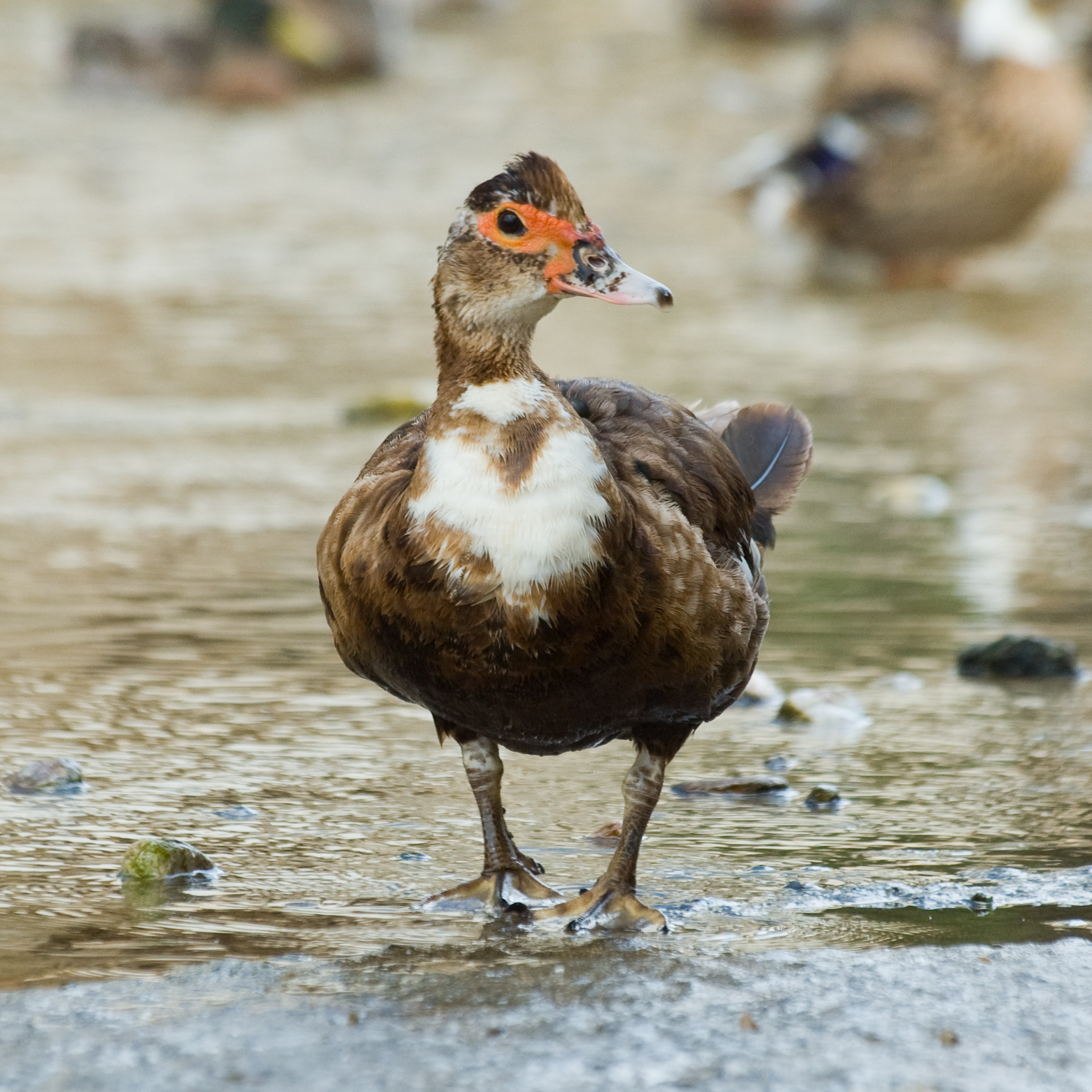
Мускусная утка
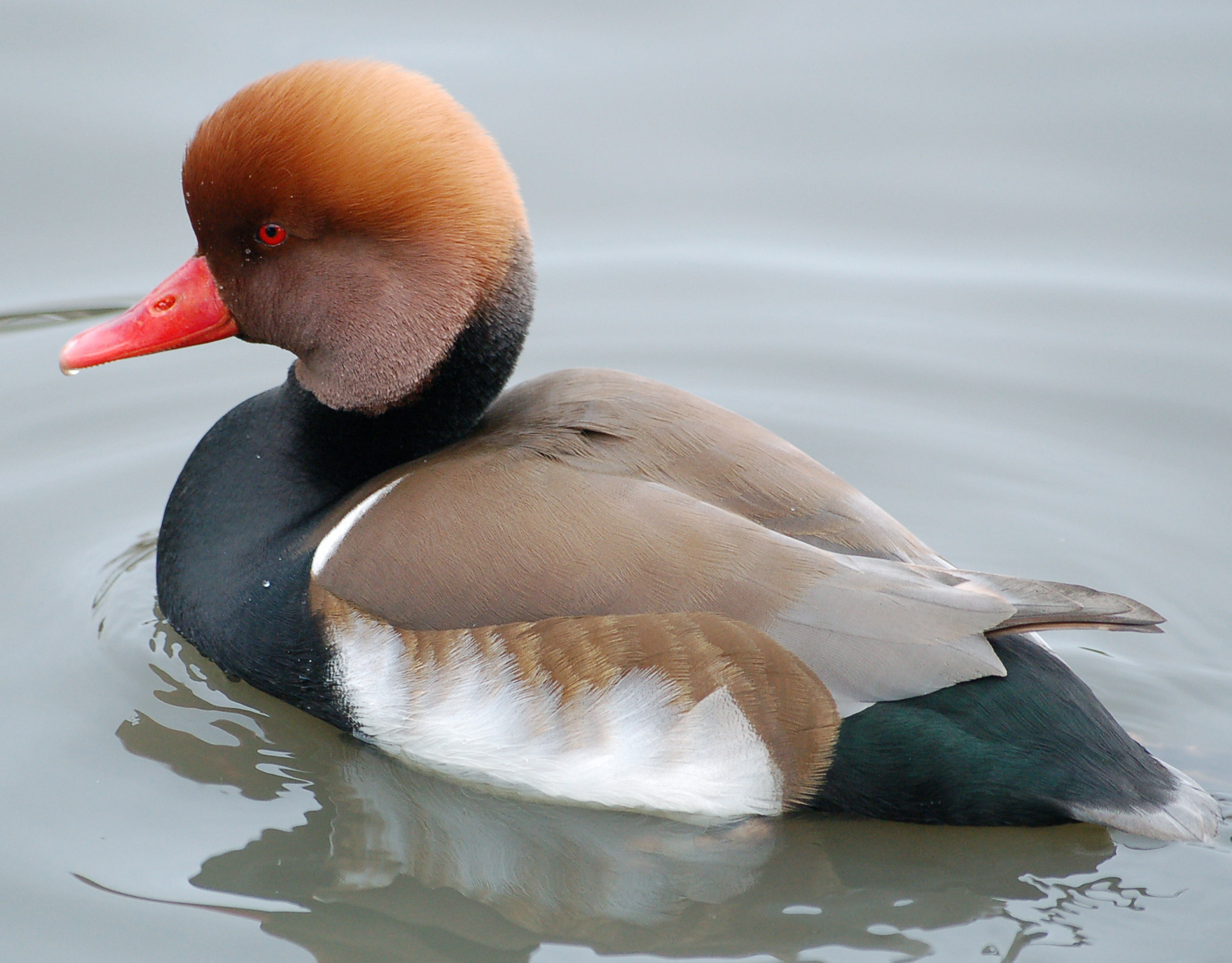
Красноносый нырок
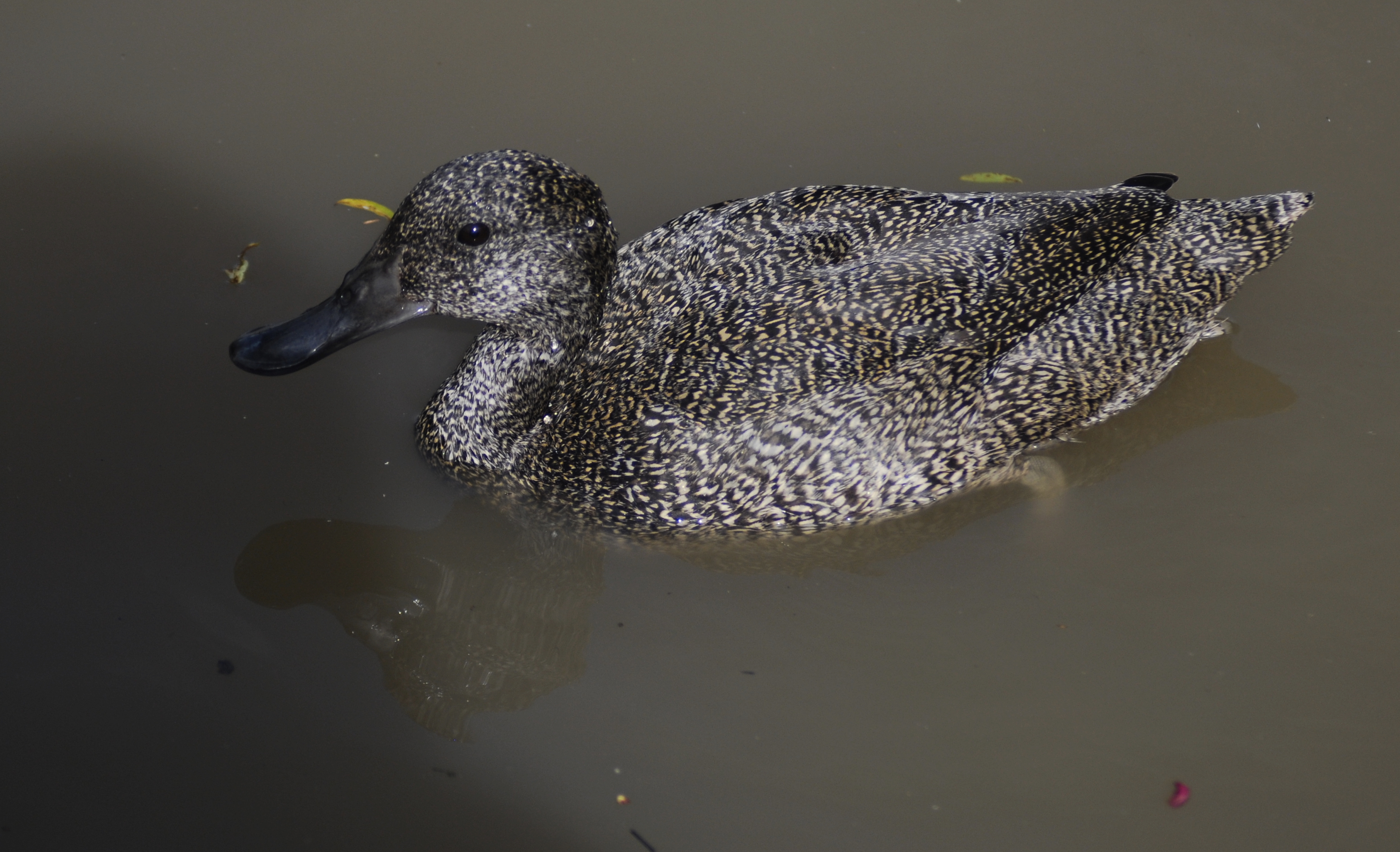
Крапчатая утка